# Asplenium lacinioides
Asplenium lacinioides là một loài dương xỉ trong họ Aspleniaceae. Loài này được Fraser-Jenk., Pangtey & Khullar mô tả khoa học đầu tiên năm 2010.
Danh pháp khoa học của loài này chưa được làm sáng tỏ. 